# Горбатка (Приморский край)
Горба́тка — село в Михайловском районе Приморского края, входит в состав Ивановского сельского поселения.

## География
Село Горбатка стоит на обоих берегах реки Илистая.
Дорога к селу Горбатка отходит на юг от автотрассы Осиновка — Рудная Пристань между сёлами Осиновка и Ивановка; на север от этого же перекрёстка идёт дорога к посёлку Горное.
Расстояние до районного центра Михайловка около 29 км.

## История
До 1972 года село носило китайское название Лефинка, после вооружённого конфликта за остров Даманский переименовано в Горбатку.

## Население
| 2002 | 2010 |
| ---- | ---- |
| 434  | ↘318 |

## Улицы
| - ул. Березовая, - ул. Вишнёвая, - ул. Заречная, | - ул. Ленинская, - ул. Луговая, - ул. Молодёжная, | - ул. Озёрная, - ул. Степная, - ул. Тихая. |

## Экономика
Сельскохозяйственные предприятия Михайловского района.